# Der letzte Mond vor dem Beil
Der letzte Mond vor dem Beil ist das achte Album der deutschen Extreme-Metal-Band Totenmond und erschien am 19. August 2016 über Massacre Records sowohl im CD- als auch im LP-Format. Es wurde im Mastersound Studio von Alex Krull aufgenommen, das Mastering übernahm Achim Köhler.

## Covergestaltung

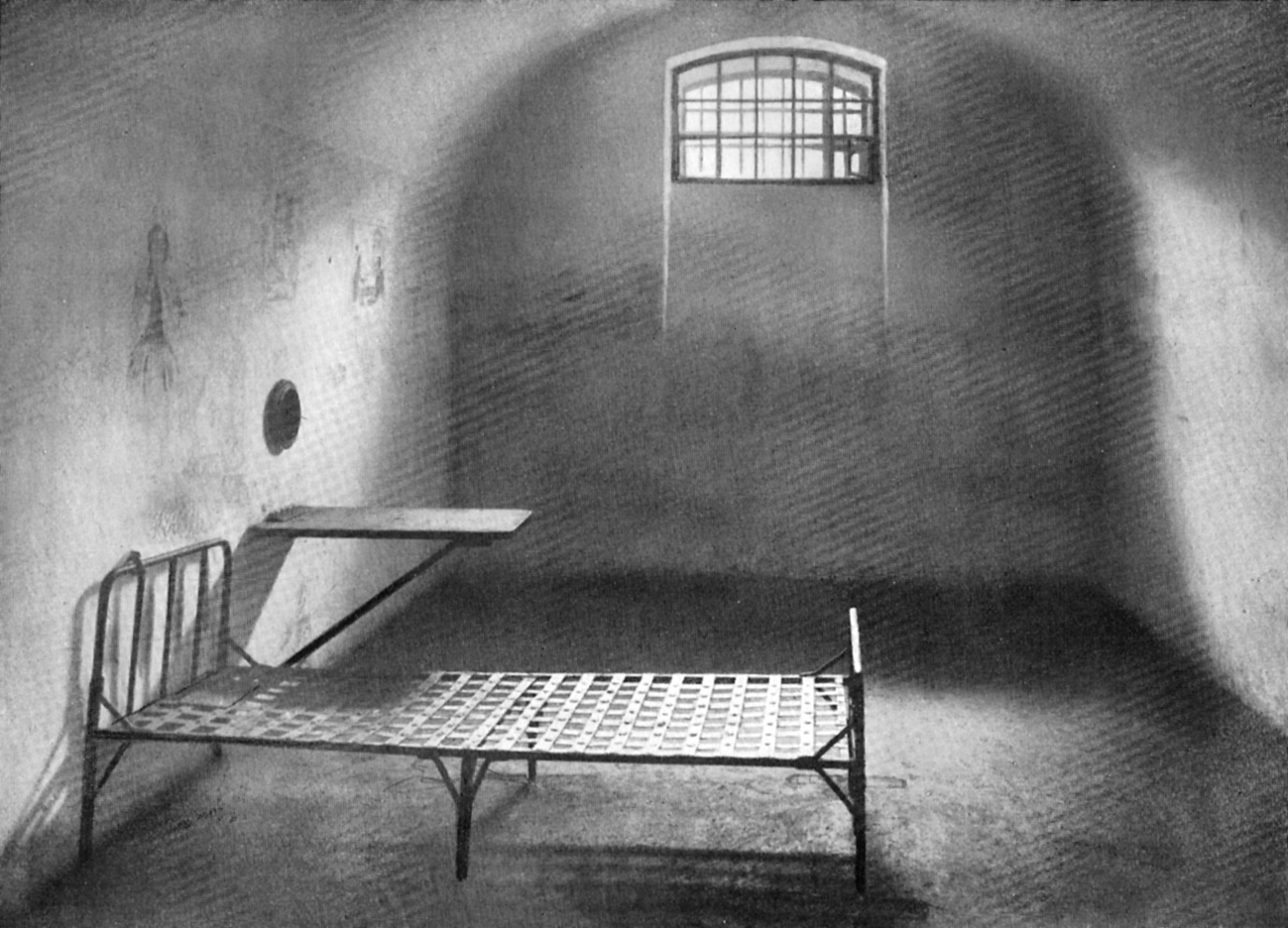
Michail Bakunins Gefängniszelle

Das Cover ist die Schwarz-Weiß-Aufnahme der Gefängniszelle von Michail Alexandrowitsch Bakunin in der Peter-und-Paul-Festung in St. Petersburg. Zu sehen sind links ein Bettgestell ohne Matratze und ein leerer, an der Wand angeschraubter Tisch sowie – mittig oben in der Rückwand – ein vergittertes Fenster. Links oben auf dem Cover ist der Bandname (mit großem T und D) platziert, rechts unten der Albumtitel in kleinerer Schrift aber in Großbuchstaben.

## Titelliste
1. Die Entheiligung des blasphemischen Josef und der ewige Regen
2. Hölle mit Hof
3. Blut auf Krank
4. Kehrwoche
5. Tötet den König
6. Zu den Waffen
7. Fort von Gott
8. Giftköder
9. Into the Fire (Deep-Purple-Cover)
10. Die Salbung

## Inhalt
Ohne es mit konkreten Beispielen zu unterstreichen, wird im Review des Rock Hard hervorgehoben, dass das Album „inhaltlich provokant wie abstrakt“ sei. Ähnlich sieht es Kalle Stille vom Ox-Fanzine, der von „Texte[n], die sich nicht sofort erschließen“, schreibt.
In anderen Rezensionen hingegen werden beispielhaft Textfragmente zitiert, so bei Metalinside.de aus dem Stück Tod des Königs: „Schlucken, ein Dornenstern. Die Keller geh‘n auf, Du -mir- doch nur fern, Foltern – im Leerlauf“ schreibt. Das Lied Hölle mit Hof mit der Zeile „Gott ist eine Hure, die jeder ficken darf“ wird von Sounds2move.de als „urtypischer, schneller Totenmond-Song mit religionskritischer Message“ beschrieben, worauf die Feststellung folgt, dass Pazzers Texte „erneut den schmalen Grat zwischen pikanter Poesie und plakativer Provokation“ beschritten.
Beim Outro Die Salbung handelt es sich um eine rückwärts abgespielte Klangcollage aus der Gesangsspur von Blut auf Krank und dem Intro des Liedes Can’t Let You Go (1983) der Band Rainbow. Der damalige Keyboarder David Rosenthal hatte dieses Intro als Orgelstück komponiert und auf Wunsch von Gitarrist Ritchie Blackmore an den Stil der Toccata und Fuge d-Moll BWV 565 von Johann Sebastian Bach angelehnt.

## Musikalische Aspekte
Bei der stilistischen Zuordnung schrieb Pascal Staub von Stormbringer.at von einem „crustig-punkigen Metalgewand“.
Bei Powermetal.de hieß es, dass Totenmond „erneut wieder sämtliche Extreme zwischen ultrazähem Doomcore und hastigen D-Beats“ ausreize. Mit Bezug auf den Song Blut auf krank wird zudem „ein herrliches Gespür für höllische Grooves“ attestiert.
In einer Rezension des deutschen Musikmagazins Rock Hard wurde geschrieben, dass das Album „strukturell sperrig, spielerisch stumpf und doch raffiniert“ klinge.

## Rezeption

### Rezensionen
Von den Kritikern wurde das Album zum größten Teil positiv aufgenommen. Andreas Schiffmann vom Rock Hard schloss seine Besprechung in Ausgabe 352 schlicht mit den Worten „Willkommen zurück!“
Ein Kritiker von Metal.de setzte sich einer grundsätzlich wohlwollenden Rezension differenziert mit dem Album auseinander und kam zu dem Schluss:

„Für meinen Geschmack hätte es auch noch eine Nummer dreckiger sein können, gerade die Produktion hätte in dieser Hinsicht noch Luft nach oben (oder nach unten??) gelassen. Doch dieses neue Album wächst mit der Zeit. Jeder Song hat seine Highlights, wirkliche Totalausfälle gibt es kaum. Selbst das leicht verunglückte DEEP PURPLE-Cover hat einen wenn auch eher unfreiwilligen Unterhaltungswert. Schlussendlich ist TOTENMOND also ein gutes Comeback gelungen, das nur gelegentlich etwas unrund läuft.“

### Charts und Chartplatzierungen
| ChartsChartplatzierungen | Höchstplatzierung | Wochen |
| ------------------------ | ----------------- | ------ |
| Deutschland (GfK)        | 48 (1 Wo.)        | 1      |